# 나카무라 우메키치
나카무라 우메키치(中村梅吉, 1901년 3월 19일~1984년 8월 4일)는 12선 중의원 의원을 지낸 일본의 정치인이다.

## 생애
도쿄부 기타토시마군 네리마정(지금의 도쿄도 네리마구)에서 농부의 차남으로 태어났다. 1923년 호세이 대학 전문부 법과를 졸업한 뒤 미키 부키치 법률사무소에서 변호사 수업을 받았다. 미키의 영향으로 자연스럽게 정계와 연을 맺었는데 1928년 도쿄부회 의원이 되었고 1936년 입헌민정당 소속으로 처음으로 중의원 의원이 되었다.
1946년 연합군 최고사령부에 의해 공직 추방을 당했다가 1951년 해제되었다. 미키는 하토야마 이치로의 맹우였는데 하토야마는 요시다 시게루와 정치적으로 대립하는 관계였다. 1953년 하토야마가 자유당을 탈당하고 일본자유당을 창당할 때 행동을 함께했다. 이후 일본자유당은 개진당과 통합하여 일본민주당을 결성했다.
자유당과 민주당이 1955년 보수합동을 이루면서 자유민주당이 탄생한 뒤에는 고노 이치로가 이끄는 춘추회에 속했다. 나카무라는 온후한 성품을 바탕으로 여러 내각에서 각료와 당직을 맡았는데 1956년 이시바시 내각에서 처음으로 법무상으로 입각했고 1957년 제1차 기시 내각 때도 유임됐다. 1959년 자유민주당 정무조사회장이 되었고 1960년 제2차 이케다 내각 땐 건설상으로 입각했다. 1964년 자유민주당 총무회장이 되었고 1965년 제1차 사토 내각 (제1차 개조) 땐 문부상으로 취임했다. 이후에도 자민당 국회대책위원장과 도쿄도연합회장 등을 역임했다. 1967년 고노의 사후에 춘추회가 분열하자 나카소네 야스히로가 이끄는 정책과학연구소에 속했는데 미키 다케오와 함께 파벌내 원로로서 파벌의 융화를 위해 힘썼다.
1972년 다나카 내각이 출범한 뒤에 일본 중의원 의장이 되었다. 1973년 5월 자민당이 단독으로 특별국회의 회기를 연장하자 야당이 심의를 거부하는 등 갈등을 빚자 29일에 "의장으로서 더는 단독 채결을 하지 않겠다. 위원회도 그러지 않도록 노력하자"라며 중재했다. 그런데 그 날 전 중의원 의장 후나다 나카의 서훈 축하회에 참석했을 때 "야당이 강행 채결을 하지 마라고 했지만 신중이 처리하겠다고 어물쩍 넘기고 왔다"라는 발언을 야당이 문제삼았고 그 날로 나카무라는 사임했다. 이 사건이 계기가 되어 이후 취임하는 중의원 의장단은 소속 정당을 임기 동안은 이탈하는 것이 관례가 되었다. 그해에 출범한 제2차 다나카 가쿠에이 내각 (제1차 개조) 때 법무상으로 입각했다가 1976년 정계를 은퇴했다.
1983년 11월 훈1등 욱일동화대수장을 수장했으며 1984년 8월 4일 뇌경색으로 사망했다.

## 역대 선거 결과
|  | 0% |

|  | 0% |

|  | 0% |

|  | 15.4% |

|  | 12.9% |

|  | 24.6% |

|  | 22.6% |

|  | 18.9% |

|  | 20.4% |

|  | 25.8% |

|  | 31.1% |

|  | 26.1% |

| 전임 마키노 료조 | 제9·10대 법무대신 1956년 12월 23일~1957년 7월 10일 | 후임 가라사와 도시키 |

| 전임 하시모토 도미사부로 | 제20대 건설대신 1960년 12월 8일~1962년 7월 18일 | 후임 고노 이치로 |

| 전임 아이치 기이치 | 제86대 문부대신 1965년 6월 3일~1966년 8월 1일 | 후임 아리타 기이치 |

| 전임 다나카 이사지 | 제32대 법무대신 1973년 11월 25일~1974년 11월 11일 | 후임 하마노 세이고 |

| 전임 후나다 나카 | 제57대 일본 중의원 의장 1972년 12월 22일~1973년 5월 29일 | 후임 마에오 시게사부로 |